# George James Allman
George James Allman (Cork, 1812 — 24 de novembro de 1898) foi um naturalista irlandês.
Professor emérito de história natural.